# Nicola Pavese
Nicola Pavese (San Nicola in Nove, 18 novembre 1808 – Novi Ligure, 2 novembre 1894) è stato un politico italiano.
Dal 1859 al 1861 è stato Direttore Generale del Tesoro. Nel 1862 è stato nominato senatore.